# Amber Trani
Amber Trani, (Richlandtown, 4 de agosto de 1990) é uma ginasta norte-americana, que compete desde 2003 na elite da ginástica do país.
Filha de pais treinadores de ginástica, Amber começou cedo na modalidade artística. Formada pela Bridgeway Academy, passou a defender a Universidade da Geórgia. Entre seus principais arquivamentos estão uma medalha de prata na divisão júnior do Campeonato Visa e duas medalhas, de ouro por equipes e de prata no salto sobre a mesa, nos Jogos Pan-americanos do Rio de Janeiro, em 2007. Na ocasião, as norte-americanas superaram as brasileiras por mais de seis pontos e Trani encerrou atrás de Jade Barbosa na disputa do aparato, por 0,187 ponto.